# Miele e sangue
Miele e sangue (in russo Мёд и кровь?, Mëd i krov') è un romanzo scritto da Nikolaj Kolokolov nel 1928 e pubblicato in Italia da Arnoldo Mondadori Editore nel 1931.
L'opera, ambientata negli anni tra la prima guerra mondiale e la rivoluzione bolscevica, narra le vicende degli abitanti di un remoto villaggio della campagna russa, che non vengono minimamente coinvolti dagli eventi bellici in corso, fino a quando alcuni reduci dalla guerra vi faranno ritorno, diffondendo all'interno della comunità uno stato di angoscia e ansia.